# ONU Management and Control Interface

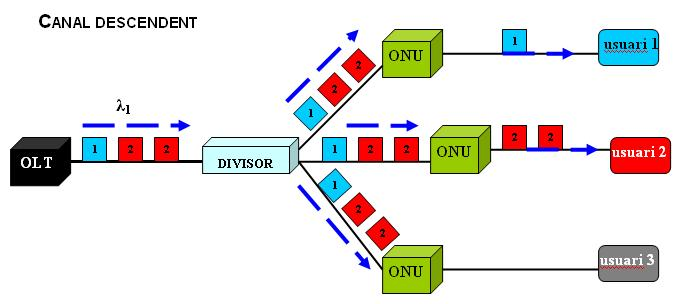
Réseau GPON, flux descendants de l’OLT vers les ONU de 3 abonnés

ONU Management and Control Interface (abréviation : OMCI) désigne le système de gestion et définit les messages associés qui participent à la configuration et à la supervision des équipements OLT et ONU d'un réseau en fibres optiques de type FTTH.